# 이스라엘-하마스 전쟁 인질 위기

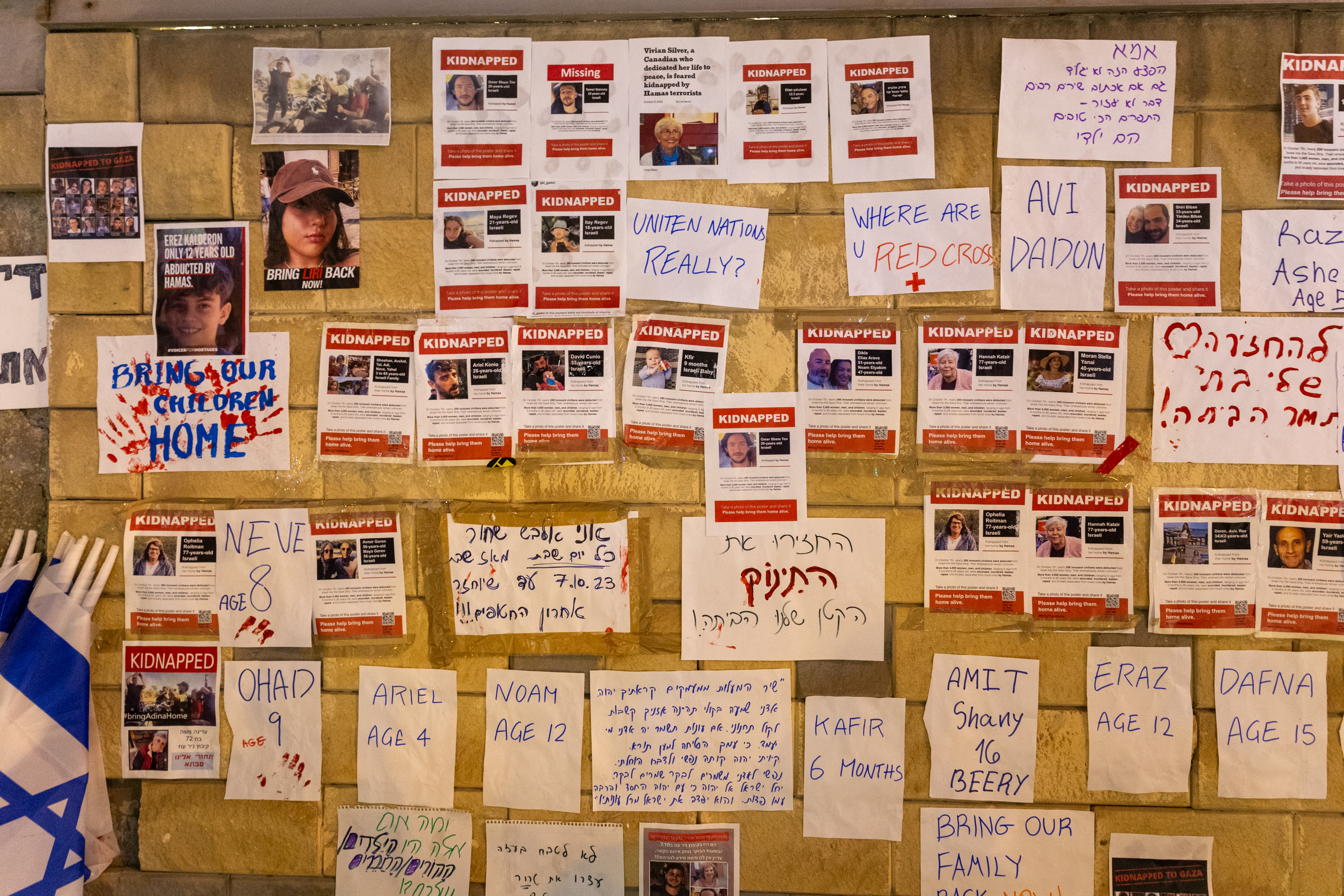
가자 지구에 있던 이스라엘 인질들의 송환을 촉구하는 텔아비브의 포스터

이스라엘-하마스 전쟁 인질 위기에 관한 문서이다.
2023년 10월 7일, 이스라엘-하마스 전쟁이 시작될 때 하마스가 주도한 이스라엘 공격의 일환으로 하마스와 기타 팔레스타인 무장 단체는 어린이, 여성, 노인을 포함하여 이스라엘에서 가자 지구로 251명을 납치했다. 이스라엘 시민권만 가진 인질 외에도 인질의 거의 절반이 외국인이거나 복수 국적을 갖고 있다. 일부 인질은 네게브 베두인이었다. 포로 중 군인과 민간인의 정확한 비율은 알려져 있지 않다. 포로들은 가자지구의 여러 장소에 억류되어 있을 가능성이 높다.
2024년 7월 24일 기준으로 116명의 인질이 살아서 이스라엘로 송환되었으며, 그 중 105명은 포로 교환 거래로 석방되었고, 4명은 하마스에 의해 일방적으로 석방되었고 7명은 이스라엘 방위군(IDF)에 의해 구출되었다. 인질 시신 30구가 이스라엘로 송환됐는데, 인질 중 3명이 IDF의 아군 사격으로 사망했고, 인질 27명의 시신이 군사작전을 통해 송환됐다. 이스라엘에 따르면 10월 7일 또는 하마스 포로 생활에서 인질 66명이 사망한 것으로 알려졌다. 2024년 8월 20일을 기준으로 가자지구에는 109명의 인질이 감금되어 있으며, 그 중 105명은 2023년 10월 7일에 납치되었고 나머지 4명의 인질은 이전에 체포되었다.
전쟁이 시작되자 하마스는 이스라엘이 모든 팔레스타인 포로를 석방하는 대가로 모든 인질을 석방하겠다고 제안했다. 2023년 10월까지 이스라엘은 팔레스타인인 5,200명(청소년 170명 포함)을 감옥에 가두었다. 여러 국가가 이스라엘과 하마스 간의 협상에 참여했으며 카타르가 주도권을 잡았다.
2023년 11월 22일, 이스라엘과 하마스는 팔레스타인 포로 150명을 석방하고 하마스가 인질 약 50명을 석방하는 대가로 4일간 휴전하기로 합의했다. 교환에는 여성과 어린이 범주의 인질이 포함되었다. 휴전 마지막 날인 2023년 11월 30일을 기준으로 이스라엘인 81명, 태국인 23명, 필리핀인 1명을 포함해 민간인 인질 105명이 석방됐다. 2024년 2월 12일, 골든 핸드 작전에서 아르헨티나-이스라엘 민간인 2명이 구출되었다. 이스라엘 정보에 따르면 2024년 5월 기준 하마스는 생존 중으로 추정되는 인질 73명과 시신 36구를 억류하고 있다.

## 같이 보기
- 샤니 루크 살해
- 이스라엘-하마스 전쟁의 사상자